# Kyōko Aizome
Kyōko Aizome (anhörenⓘ japanisch 愛染恭子 Aizome Kyōko, * 9. Februar 1958 in Noda (Chiba)) ist eine japanische Schauspielerin und Regisseurin. Nach Rollen in einigen Softpornos spielte sie als Darstellerin in dem erotischen Film Daydream (japanisch 白日夢 hakujitsumu) von 1981 die erste echte Sexszene in einem japanischen Kinofilm. Ab derselben Zeit wirkte sie auch bei Hardcore-Sexfilmen mit und wurde zu einem der ersten AV-Idole. In den Jahren nach 2000 trat sie auch als Regisseurin von Erotikfilmen in Erscheinung. 2010 verabschiedete sie sich aus der Porno-Industrie.

## Leben
Nach ihrem Schulabschluss wurde Kyōko Aizome als Model für Erotikmagazine entdeckt. Unter dem Pseudonym „Kyōko Aoyama“ war sie bald auch in erotischen Softcore-Filmproduktionen zu sehen. Unter anderem hatte sie die Hauptrolle in Pink Salon: Five Lewd Women (japanisch ピンクサロン　好色五人女 pinku saron kōshoku gonin onna) von 1978 aus der „Roman Porno“-Reihe des Regisseurs Noboru Tanaka und spielte in Akira Katōs Kōichirō Uno's Moist And Steamy (japanisch 宇能鴻一郎のあつく湿って Unō Kōichirō no atsuku shimette) von 1979 nach einem Buch von Kōichirō Unō. 1980 spielte sie wieder für Tanaka im dritten Teil seiner Filmreihe Angel Guts (japanisch 天使のはらわた tenshi no harawata).
Nicht jedoch wegen ihrer Filme, sondern aufgrund einer Fotostrecke in einem Magazin wurde Tetsuji Takechi (1912–1988) auf sie aufmerksam, der sie für das Remake seines erstmals 1964 erschienenen Films Daydream (japanisch 白日夢 hakujitsumu) mit der Hauptrolle besetzte. Daydream war 1964 der erste kommerzielle Softcore-Porno (Pink Film, japanisch ピンク映画 pinku eiga) in den japanischen Kinos. Mit einer dramaturgischen Handlung bietet der Film mehr als nur reine Pornografie. Mit dem Remake von 1981, das eine über zehnminütige Sexszene enthält, gelang Regisseur Takechi der erste Kinoerfolg mit echtem Sex in Japan. Wie üblich bei japanischen Produktionen waren Geschlechtsteile und Schamhaare verpixelt, es kursierten jedoch auch unzensierte Versionen.
Noch im selben Jahr gab Aizome in Tadashi Yoyogis April of Lust (japanisch 淫欲のうずき in’yoku no uzuki) ihr Debüt in einem reinen Sexfilm. Durch die im Vergleich zu Europa oder Amerika völlig anders geprägte Moralität in Japan entwickelte sich ab den frühen 1980er Jahren eine eigenständige Pornografie in Japan. Während in der westlichen Welt Porno-Filme und ihre Darsteller lange ein schmuddeliges Image hatten, wurden sie in Japan zu Idolen (japanisch アイドル aidoru) stilisiert und als Teil der Mainstream-Popkultur vermarktet. Pornofilme – in Japan „AV“ (Adult Video, japanisch アダルトビデオ adaruto bideo) genannt – wurden den Darstellerinnen häufig auf den Leib geschrieben und als Teil von deren persönlicher und sexueller Entwicklung begriffen, an der die Zuschauer von Episode zu Episode teilhaben sollten. Aizome wurde durch ihre Mitwirkung in den frühen japanischen AV zu einem der ersten AV-Idole des Landes. Ihr Name wurde zum Zugpferd für den Erfolg der Erotikfilme Kyōko Aizome's Somber Reminiscence von 1983 und Kyōko Aizome's Widow's Boarding House von 1984.
1986 ließ sie einen operativen Eingriff am Hymen vornehmen, um für eine Porno-Produktion vermeintlich nochmals entjungfert werden zu können. In Wahrheit gibt der Zustand des Hymens keine Auskunft über die Jungfräulichkeit einer Person. Ebenso 1986 wirkte sie in einer Szene von Steven Cartiers und Tadashi Yoyogis Skandalporno Traci Takes Tokyo (japanischer Titel: japanisch THE・エロス THE·erosu) mit der damals noch minderjährigen Traci Lords mit. Abermals mit Aizome in der Hauptrolle drehte Regisseur Takechi 1987 ein Jahr vor seinem Tod eine dritte und nochmals explizitere Version von Daydream.
Ihr Ruhm aus der Mitwirkung in Daydream wirkte für über ein Jahrzehnt. Bis 1994 war sie regelmäßig als Pornodarstellerin und Stripperin aktiv, zog sich dann jedoch auf gelegentliche Engagements zurück.
In den Jahren um 2000 bot sie Beratung bei Sex- und Gesundheitsthemen an. Man rechnete ihr dabei hoch an, dass sie offen über den Druck sprach, dem sie als eine der ersten AV-Idole noch ausgesetzt war, und dass sie eine der Darstellerinnen ist, die das Stigma der Pornokarriere zu einem respektablen Beruf wenden konnten.
Nach 2000 trat sie auch als Regisseurin in Erscheinung. 2001 tat sie sich mit der nicht minder erfolgreichen, aber ebenfalls langsam alternden Darstellerin Hitomi Kobayashi zusammen. Unter der Regie von Aizome entstanden zwei Filme mit den beiden Diven in den Hauptrollen: Kyōko Aizome vs. Hitomi Kobayashi: Sexual Excitement Competition (japanisch 愛染恭子ＶＳ小林ひとみ 発情くらべ Aizome Kyōko VS Kobayashi Hitomi hatsujō kurabe) mit dramaturgischer Handlung und Lesbian Wives (japanisch 極妻レズ gokutsuma rezu) als AV. 2003 drehte sie mit den erfolgreichen Darstellerinnen Ai Kurosowa und Eri Kikuchi zwei weitere Filme.
2005 und 2006 war sie jeweils in einem Hardcore-Film der auf reife Darstellerinnen (MILF, in Japan 熟女 jukujo genannt) spezialisierten Madonna Studios zu sehen: 2005 in Widow's Obscene Desire (japanisch 愛欲の未亡人 aiyoku no mibōjin), 2006 in Mother and Son Incest (japanisch 近親相姦 母と息子 kinshin sōkan haha to musuko).
2009 war sie Co-Regisseurin und Darstellerin der vierten Filmversion von Daydream, inzwischen 45 Jahre nach der ersten Version, 28 Jahre nach ihrer ersten Mitwirkung und 21 Jahre nach dem Tod des Regisseurs Takechi. 2010 spielte sie die Rolle einer älteren masochistisch veranlagten Frau in The Slave Ship, einer Verfilmung von Oniroku Dans Novelle Dorei-bune (japanisch 奴隷船).
Dem Verständnis japanischer AV-Idole folgend, deren Rollen die Entwicklung der Darstellerinnen wiederzugeben scheinen, drehte sie 2010 im Alter von 52 Jahren mit Retirement. The Last Production (japanisch 引退、最後の本番… 愛染恭子 intai, saigo no honban… Aizome Kyōko) einen unmissverständlich als abschließende Produktion bezeichneten Hardcore-Film, bevor sie sich aus der Porno-Industrie zurückzog. Sie war seitdem verschiedentlich in kleineren Rollen in nicht-pornografischen Produktionen zu sehen, unter anderem als Auntie in der ersten Staffel der japanischen Sci-Fi-Comedy Minna! Esupā dayo! von 2013.